# Polské protesty v roce 1970
Polské protesty v roce 1970 (polsky Grudzień 1970) byly protesty v severním Polsku v prosinci 1970.

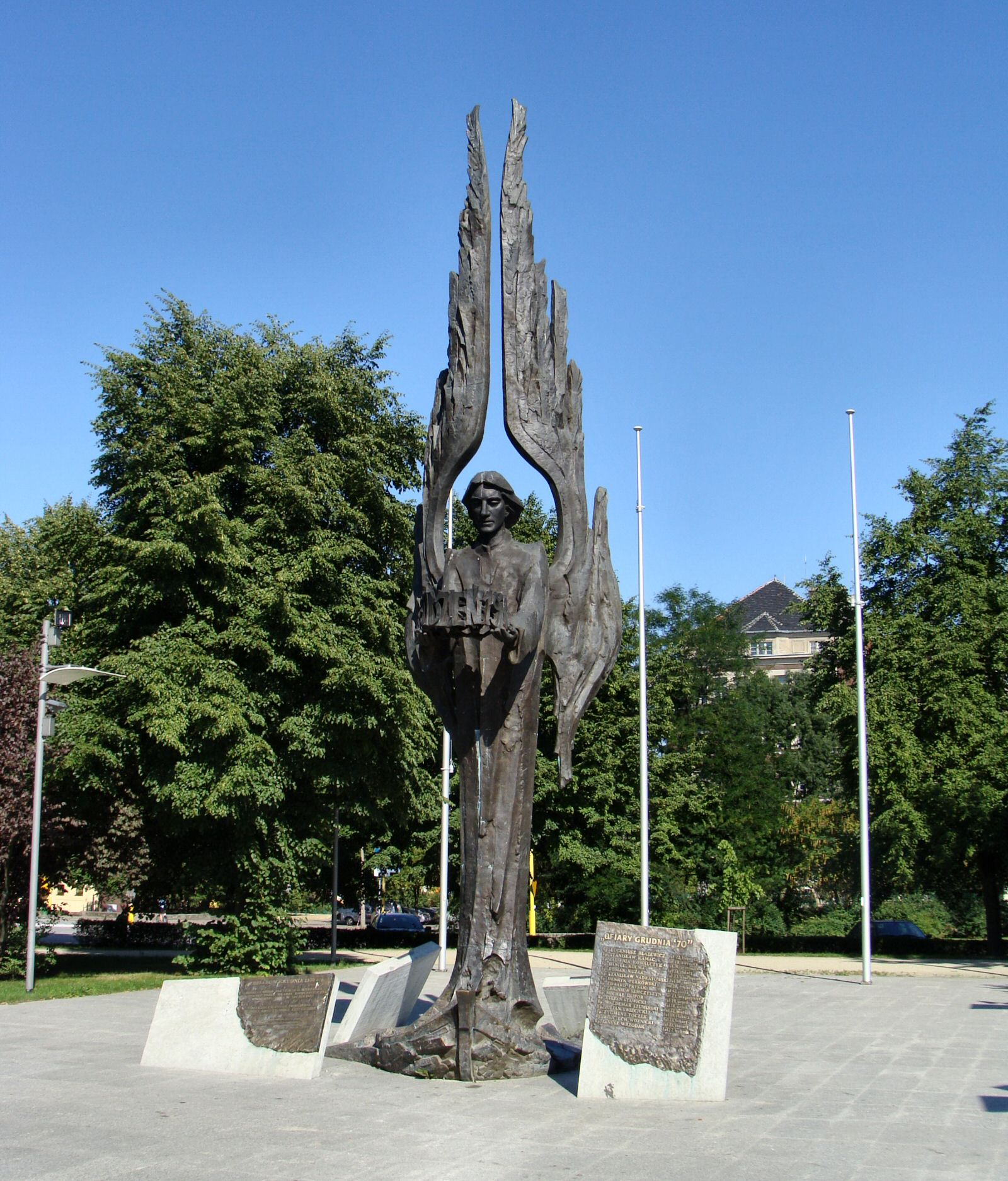
Štětín

## Historie
Byly vyvolány náhlým zdražením masa, mouky a dalších předmětů denní spotřeby, o kterém rozhodlo politbyro PZPR. Obyvatelstvo bylo informováno 12. prosince, několik dní předtím ovšem probíhaly přípravy ozbrojených složek. Když skutečně vypukly rebelie, demonstrace a stávky, které požadovaly mj. odstoupení příslušných komunistických funkcionářů včetně Wł. Gomułky, Polská lidová armáda a polské Lidové milice (Milicja Obywatelska) hnutí brutálně potlačily.
Během represí bylo zabito nejméně 41 osob 1 v Elblągu, 6 v Gdaňsku, 16 ve Štětíně a 18 v Gdyni (Brunon Drywa, Janek Wiśniewski). Zraněno bylo 1164 osob a okolo 3000 bylo zatčeno. Několik zranění bylo i na straně ozbrojených složek, zničeno bylo také několik kusů vojenské techniky.
O této události pojednává píseň československého písničkáře Karla Kryla Ve jménu humanity! 

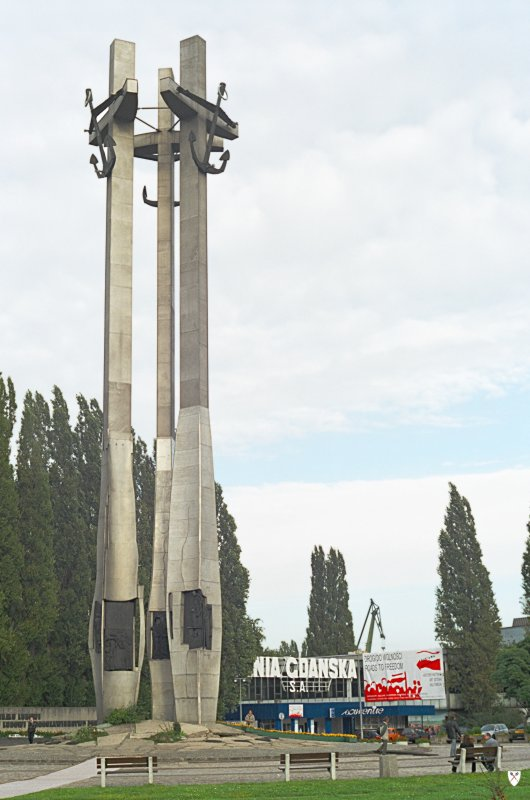
Gdaňsk